# De Spa
De Spa is een Nederlandse soapserie, oorspronkelijk begonnen de uitzendingen op Net5, het vervolg van de uitzendingen vond plaats op SBS6. De soap speelt zich af in een luxe wellnesscomplex.

## Geschiedenis
Het eerste seizoen ging van start op 2 oktober 2017. Later werden de uitzendingen op Net5 verplaatst naar een later tijdstip wegens tegenvallende kijkcijfers (het laagste aantal kijkers was 57.000 op 19 oktober). Vanaf dat moment was de serie op SBS6 als hoofdserie te zien.

## Rolverdeling

### Hoofdrollen
| Acteur               | Personage             |
| -------------------- | --------------------- |
| Annette Barlo        | Tess Maria Molenaar   |
| Mattijn Hartemink    | Thomas de Jager       |
| Eva Marie de Waal    | Nina Admiraal         |
| Davy Eduard King     | Douglas Wessels       |
| Beau Schneider       | Jesse Nelemans        |
| Juvat Westendorp     | Hugo Symor            |
| Rein van Duivenboden | Mick de Jager         |
| Nzinga Sordam        | Kristine van Opbergen |
| Vajèn van den Bosch  | Dominique Vlieger     |
| Jorrit Ruijs         | Bastiaan Vonk         |
| Lara Leijs           | Saar Wekker           |
| Eva Bartels          | Melody Klaassen       |

### Bijrollen en gastrollen
| Acteur                 | Personage                        |
| ---------------------- | -------------------------------- |
| Julia Batelaan         | Eef Schipper                     |
| Itxaso Elosua Ramirez  | Adiva                            |
| Arent-Jan Linde        | Pekka Henderson                  |
| Lukas Dijkema          | Jan Eijkman                      |
| Oscar Aerts            | Berend Zijlstra                  |
| Ian Bok                | Jonas Vis                        |
| Robbert van den Bergh  | Steven 'Steef' de Vries          |
| Annelies Appelhof      | Jokaste                          |
| Eva Smid               | Linda                            |
| Glenn Durfort          | Dominee Trustfull                |
| Camilla Meurer         | Maaike                           |
| Mitchell Havelaar      | Lex van Dalen                    |
| Lilou Dekker           | Lilja                            |
| Lotje van Lunteren     | Dagmar de Bruin                  |
| Horace Cohen           | Paul Vlemmings                   |
| Hessel de Graaf        | Stefano                          |
| Joshua Albano          | Rick                             |
| Tarikh Janssen         | Bart                             |
| Mike Libanon           | Fateh Bir                        |
| Max Willems            | Jason V.                         |
| Hans Breetveld         | Dree                             |
| Carolien van den Berg  | Josefien Klaassen                |
| Sarah Janneh           | Joseline                         |
| Frank Lammers          | Dhr. Klein                       |
| Rutger Remkes          | Ivan                             |
| René Retèl             | Notaris Kruiswijk                |
| Sytske van der Ster    | Laura Hogedoorn                  |
| Dorien Rose            | Kimberly                         |
| Cees Heyne             | Rechercheur Haaimans             |
| Esmée de la Bretonière | Irene de Gier                    |
| Boy Ooteman            | Bob                              |
| Efrayim Sener          | Personeelslid Toby               |
| Jasper van Beusekom    | Verpleger                        |
| Juda Goslinga          | Albert Heersma                   |
| Arnost Kraus           | Morre                            |
| Dave Mantel            | Eldin                            |
| Sol Vinken             | Lukas Vlieger                    |
| Chava Voor in 't Holt  | Cheyenne                         |
| Annick Boer            | Jacqueline                       |
| Tanja Jess             | Diana                            |
| Harpert Michielsen     | Martijn                          |
| Fockeline Ouwerkerk    | Evelien                          |
| Ruben Solognier        | Mike                             |
| Jeroen Spitzenberger   | Paul                             |
| Stephanie van Eer      | Kyra                             |
| Hylke van Sprundel     | Arts Nijkerk                     |
| Marieke Westenenk      | Sherell                          |
| Bob Wind               | Freek                            |
| Ruben Brinkman         | Evert                            |
| Lineke Rijxman         | Lidwien Ravesteijn (Rotary Club) |
| Margo Dames            | Mathilde van Bergen Henegouwen   |
| Wouter de Jong         | Fred                             |
| Roel Dirven            | Tim                              |
| Patrick Martens        | Levi                             |
| Bertrie Wierenga       | Klant                            |
| Mariella Kaveo         | Actrice Horrorfilm               |